# Preußische Geologische Landesanstalt

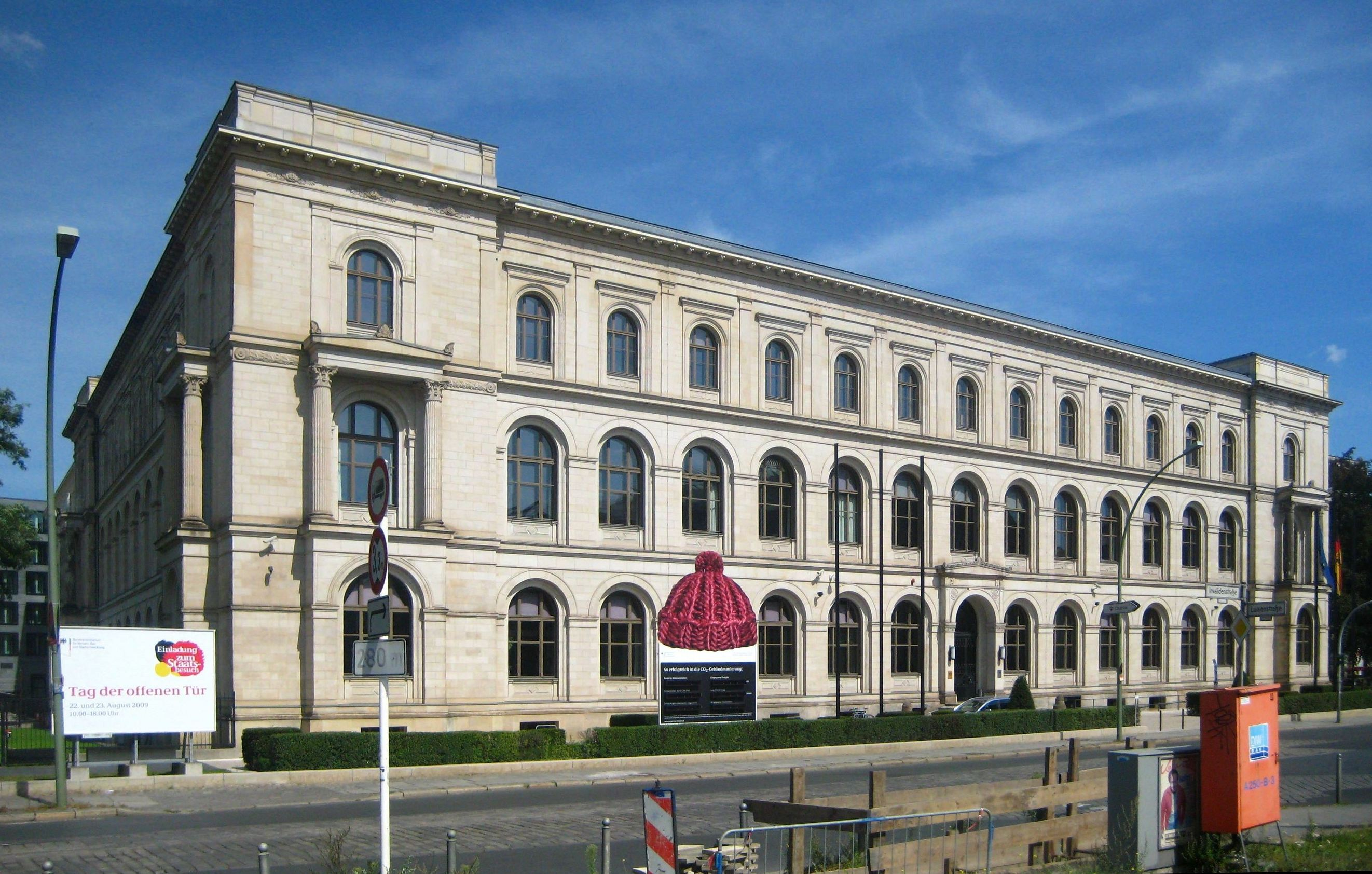
Gebäude Invalidenstraße 44: In diesem Gebäudekomplex befand sich der Sitz der Landesanstalt

Die Preußische Geologische Landesanstalt (Abkürzung PGLA) wurde 1873 in Berlin als Königlich-Preußische Geologische Landesanstalt gegründet und existierte bis 1939. Ihre Aufgaben waren die geologische Untersuchung und Kartografierung Preußens sowie die Dokumentation und Aufbereitung der Ergebnisse für wissenschaftliche und wirtschaftliche Zwecke. Erste Direktoren waren Heinrich Ernst Beyrich und Wilhelm Hauchecorne.

## Sitz
Die Landesanstalt war nach ihrer Gründung bis zum Jahr 1878 in Berlin im Gebäude der sogenannten „Alten Börse“ am Lustgarten untergebracht.
Am 15. November 1878 übernahm sie das Grundstück Invalidenstraße 44 in Berlin von der Königlich Preußischen Eisengießerei und bezog mit ihrer Sammlung einen eigenen Neubau, der unter dem Architekten August Tiede (1834–1911) zwischen 1875 und 1878 errichtet worden war.
In dem Gebäudekomplex Invalidenstraße 42–44 befinden sich heute das 1898 aus der Zusammenlegung des Geologisch-Paläontologischen, des Mineralogisch-Petrografischen und des Zoologischen Museums gegründete Museum für Naturkunde (Hausnummer 43) sowie das Bundesministerium für Digitales und Verkehr (Hausnummer 44).

## Aufgaben
Die Arbeit der Anstalt wurde durch das Statut vom 6. März 1875 des Ministers für Handel, Gewerbe und öffentliche Arbeiten, Heinrich von Achenbach, geregelt, das nur vier Paragraphen enthielt. In Paragraph 2 sind als Aufgaben der Anstalt die Erstellung von geologischen und paläontologischen Kartenwerken und verwandten Abhandlungen sowie der systematische Aufbau eines Geologischen Landesmuseums durch Zusammenlegung der in verschiedenen Museen und Sammlungen enthaltenen Exponate und des Sammlungsmaterials genannt.
Hauptaufgabe der geologischen Anstalt blieb bis in das 20. Jahrhundert hinein die Kartierung des preußischen Staatsgebiets und die Herstellung detaillierter geologischer Karten im Maßstab 1:25.000. Hinzu kamen Aufgaben der angewandten Geologie (Rohstofferkundung, Bodenuntersuchungen für die Landwirtschaft, Methodenentwicklung, Ingenieurgeologie, Grundwassererkundung, Moorentwässerung). Die PGLA wurde federführend bei der Erstellung der Internationalen Geologischen Karte von Europa im Maßstab 1:1.500.000, In den ehemaligen deutschen Kolonien übernahm die Landesanstalt darüber hinaus unmittelbare Reichsaufgaben.
Mit der Machtübernahme Hitlers im Jahr 1933 erfolgte eine einseitige Ausrichtung der Landesanstalt auf die Erkundung von Bodenschätzen.

## Geschichte
Die geologische Landesuntersuchung gehörte vor 1873 unmittelbar zum Ressort der Abteilung „Verwaltung für Berg-, Hütten und Salinenwesen“ im Preußischen Ministerium für Handel, Gewerbe und öffentliche Arbeiten. Infolge der Vermehrung und Erweiterung der Aufnahmegebiete geologischer Spezialkarten nahm im Laufe der Zeit die geologische Tätigkeit in der Bergwerksabteilung des Ministeriums enorm zu, so dass dort der Plan gefasst wurde, diese Arbeiten von einer eigenen Behörde wahrnehmen zu lassen.
Nach der Gründung am 1. Januar 1873 bildete die Landesanstalt mit der 1770 gegründeten Bergakademie Berlin eine organisatorische Einheit. Während die Landesanstalt die planmäßige Erfassung Preußens zur Aufgabe hatte, war die Bergakademie für die Ausbildung als Hochschule zuständig. Es bestand eine gemeinsame Verwaltung. Mit dem angeschlossenen geologisch-mineralogischen Museum, der vom Bergbau-Ministerium übernommenen und erweiterten Bergwerksbibliothek und einem chemischen und metallurgischen Laboratorium war so ein umfassendes Forschungs- und Ausbildungszentrum entstanden.
Der eigentliche Personalbestand war anfangs gering, aber die Mehrzahl der Geologieprofessoren der preußischen Universitäten arbeitete mit der Landesanstalt zusammen.
Am 1. April 1907 wurde die Bergakademie wieder ausgegliedert. Sie war später einer der Vorläufer der heutigen Technischen Universität Berlin.
Nach Abschaffung der Monarchie erfolgte am 31. Mai 1919 mit Erlass des preußischen Ministers für Handel und Gewerbe die Umbenennung von Königlich-Preußische Geologische Landesanstalt (KPGLA) in Preußische Geologische Landesanstalt (PGLA).
Am 1. Mai 1934 wurde in der PGLA das Institut für Erdölgeologie mit Zweigstelle in Hannover gegründet. Das Institut wurde unter seinem Leiter Alfred Bentz maßgeblich für die Durchführung des sogenannten Reichsbohrprogramms, mit dem erstmals eine gründliche und systematische Untersuchung Deutschlands auf Erdöllagerstätten erfolgte.
Die Landesanstalt wurde zum 1. April 1939 aufgelöst und ging in die Reichsstelle für Bodenforschung über (ab 1941 Reichsamt für Bodenforschung). Nach dem Krieg übernahm die Staatliche Geologische Kommission, später das Zentrale Geologische Institut (ZGI) der DDR die geologischen Archive. 1990 ist die Sammlung in den Bestand der Bundesanstalt für Geowissenschaften und Rohstoffe (BGR) übernommen worden.

## Direktoren/Präsidenten
- 1873–1896: Heinrich Ernst Beyrich
- 1873–1900: Wilhelm Hauchecorne
- 1900–1906: Karl Schmeißer
- 1901–1923: Franz Beyschlag
- 1923–1933: Paul Krusch
- 1933–1936: Wilfried von Seidlitz
- 1936–1939: Julius Versé[5]

Bis 1920 lautete der Amtstitel Direktor, danach Präsident.

## Bekannte Mitarbeiter (Auswahl)
Siehe Kategorie:Mitarbeiter der Preußischen Geologischen Landesanstalt
- Paul Assmann
- Otto Barsch
- Alfred Bentz
- Gottlieb Berendt
- Wilhelm Bornhardt
- Otto Erdmannsdörffer
- Erich Harbort
- Emanuel Kayser
- Konrad Keilhack
- Eduard Mückenhausen
- Albert Orth
- Hermann Reich
- Willi Scharf
- Otto Heinrich Schindewolf
- Hans Stille
- Jakob Stoller
- Heinrich Adolf von Eck
- Felix Wahnschaffe
- Paul Woldstedt